# Vuelta a España 2022/9. Etappe
Die 9. Etappe der Vuelta a España 2022 fand am 28. August 2022 statt und endete mit der dritten Bergankunft der 77. Austragung des spanischen Etappenrennens. Die Strecke führte von Villaviciosa über 171,4 Kilometer und endete mit dem kurzen, aber steilen Schlussanstieg nach Les Praeres (750 m), der in der Gemeinde Nava liegt. Nach der Zielankunft hatten die Fahrer insgesamt 1428,3 Kilometer absolviert, was 43,5 % der Gesamtdistanz der Rundfahrt entsprach.

## Streckenführung
Von Villaviciosa aus, ging es zunächst der Küste entlang in Richtung Osten. Auf diesen ersten rund 50 Kilometern wurden kleine Anstiege überquert, die jedoch mit keiner Bergwertung versehen waren. In Nueva (66 m) drehte die Fahrtrichtung gen Süden und die Straße führte bergauf auf die Alto del Torno (533 m), wo eine Bergwertung der 2. Kategorie abgenommen wurde. Nachdem die Kuppe bei Kilometer 55,6 überquert wurde, folgte eine lange Abfahrt mit Gegensteigungen, die über Cangas de Onís und Les Arriondes (41 m) führte. Dann ging es auf den Mirador del Fito (577 m), der als Anstieg der 1. Kategorie klassifiziert war. Nach 93 gefahrenen Kilometern überquerten die Fahrer den höchsten Punkt und gelangten anschließend in Küstennähe, ehe kurz nach Colunga (20 m) ein Anstieg der 3. Kategorie folgte, der auf die Alto de la Llama (428 m) führte. Nachdem die Bergwertung nach 118,1 Kilometern erreicht wurde, führte die Strecke über ein rund 10 Kilometer langes Plateau, ehe es in eine Abfahrt ging, die in die Nähe des Startorts Villaviciosa führte. Bevor es wenig später erneut bergauf ging, wurde hier, 33,4 Kilometer vor dem Ziel, ein Zwischensprint ausgefahren. Der anschließende Anstieg der 3. Kategorie führte nach La Campa (400 m), wo neben den Bergpunkten auch Bonussekunden vergeben wurden. Die Kuppe des vorletzten Anstiegs wurde 22,8 Kilometer vor dem Ziel überquert und es folgte eine flache Abfahrt mit zahlreichen Gegensteigungen, die auch durch die Stadt Nava führte.
Der Schlussanstieg nach Les Praeres (750 m) begann offiziell auf einer Höhe von 246 Metern und wies auf seiner Länge von 3,9 Kilometern eine durchschnittliche Steigung von 12,9 % auf. Auf den ersten zweieinhalb Kilometern des engen und verwinkelten Anstiegs, sanken die Kilometerschnitte nie unter 13 % und führten über Passagen von maximal 17 %. Nach knapp drei gefahrenen Kilometern nahm die Steigung kurzzeitig stark ab, ehe es mit rund 12 % weiter in Richtung Ziel ging. Die letzten 500 Meter waren erneut etwas flacher, wobei sie mit einer Steigung von etwa 8 % immer noch eine große Herausforderung darstellten. Der Anstieg war mit einer Bergwertung der 1. Kategorie klassifiziert.
|                            | Ort              | Kilometer | Länge (km) | Höhe (m) | Ø Steigung |
| -------------------------- | ---------------- | --------- | ---------- | -------- | ---------- |
| Start                      | Villaviciosa     | 0         |            |          |            |
| Bergwertung (2. Kategorie) | Alto del Torno   | 055,6     | 7,6        | 533      | 06,0%      |
| Bergwertung (1. Kategorie) | Mirador del Fito | 093,0     | 9,0        | 577      | 06,0%      |
| Bergwertung (3. Kategorie) | Alto de la Llama | 118,1     | 7,1        | 428      | 05,1 %     |
| Zwischensprint             | Villaviciosa     | 138,0     |            |          |            |
| Bergwertung (3. Kategorie) | La Campa         | 148,6     | 9,3        | 400      | 04,1 %     |
| Bonussprint                | La Campa         | 148,6     |            |          |            |
| Bergwertung (1. Kategorie) | Les Praeres      | 171,4     | 3,9        | 750      | 12,9 %     |
| Ziel                       | Les Praeres      | 171,4     |            |          |            |

## Rennverlauf und Ergebnisse
Mit Sepp Kuss (Jumbo-Visma), Wout Poels (Bahrain Victorious) und Pieter Serry (Quick-Step Alpha Vinyl) gingen drei Fahrer krankheitsbedingt nicht an den Start der 9. Etappe. Während die beiden letztgenannten positiv auf COVID-19 getestet wurden, litt Sepp Kuss an Fieber und schied als wichtigster Helfer von Primož Roglič frühzeitig aus. Unmittelbar nach dem Start setzten sich mit Davide Villella (Cofidis), Luis Ángel Maté (Euskaltel-Euskadi), Jetse Bol (Burgos-BH) und Thomas de Gendt (Lotto Soudal) vier Fahrer vom Hauptfeld ab. Im Peloton versuchten jedoch immer wieder einzelne Fahrer zu der Spitzengruppe aufzuschließen, wodurch das Quartett nur einen Vorsprung von rund 30 Sekunden herausfahren konnte. Als Richard Carapaz (Ineos Grenadiers) angriff, folgte ihm der gesamtführende Remco Evenepoel (Quick-Step Alpha Vinyl) und verhinderte das der Ecuadorianer in eine Fluchtgruppe ging, obwohl dieser in der Gesamtwertung bereits einen Rückstand von fast sieben Minuten aufwies. Nach rund 30 Kilometern wurde die Spitzengruppe wieder gestellt und die Rennsituation blieb weiter unruhig und unübersichtlich. Bei Kilometer 40 setzte sich schließlich eine 10-köpfige Spitzengruppe ab und im Hauptfeld wurde das Tempo gedrosselt. Der bestplatzierte Fahrer in der Ausreißergruppe war Thymen Arensman (DSM), der in der Gesamtwertung nur drei Minuten und 18 Sekunden zurücklag und somit eine Gefahr für Remco Evenepoel darstellte. Der Niederländer ließ sich jedoch freiwillig ins Hauptfeld zurückfallen. Auf dem ersten Anstieg des Tages, der Alto del Torno (533 m) versuchte Marc Soler (UAE Team Emirates) gemeinsam mit dem führenden in der Bergwertung, Jay Vine (Alpecin-Deceuninck) und Santiago Buitrago (Bahrain Victorious) zu der Spitzengruppe aufzuschließen, was ihnen jedoch nicht gelang. Das hohe Tempo der Anfangsphase hatte zur Folge, dass gleich mehrere Fahrer auf dem ersten Anstieg abgehängt wurden. Davon betroffen war auch der Gesamtachte João Almeida (UAE Team Emirates), der kurzzeitig den Kontakt zum Hauptfeld verlor. Unterdessen hatte die neun Fahrer umfassende Spitzengruppe einen Vorsprung von rund zwei Minuten herausfahren können. In der Gruppe vertreten waren (geordnet nach dem bestplatzierten Fahrer in der Gesamtwertung): Louis Meintjes (Intermarché-Wanty-Gobert Matériaux), Edoardo Zambanini (Bahrain Victorious), Dylan Van Baarle (Ineos Grenadiers), Robert Stannard, Jimmy Janssens (beide Alpecin-Deceuninck), José Manuel Díaz (Burgos-BH), Simon Guglielmi (Arkéa-Samsic), Samuele Battistella (Astana Qazaqstan) und Filippo Conca (Lotto Soudal).
Robert Stannard holte auf der Kuppe vor seinem Teamkollegen Jimmy Janssens die meisten Bergpunkte und sicherte somit das Bergtrikot der Mannschaft ab. Samuele Battistella überquerte die Alto del Torno als dritter und holte den letzten verbliebenen Punkt. Auf dem Mirador del Fito (577 m) und der Alto de la Llama (428 m) setzten sich erneut die beiden Alpecin-Deceuninck Fahrer durch und schoben sich in der Bergwertung auf die Plätze zwei und vier vor. Rund 50 Kilometer vor dem Ziel kam es im Hauptfeld in einer Abfahrt zu mehreren Stürzen, in die auch Fred Wright (Bahrain Victorious) und Alexei Luzenko (Astana Qazaqstan) involviert waren. Beiden konnten das Rennen jedoch größtenteils unbeschadet fortsetzten. Wenig später erreichte die Spitzengruppe den Zwischensprint in Villaviciosa, wo sich Filippo Conca vor Dylan Van Baarle und Robert Stannard durchsetzte. Alle drei spielten im Kampf um die Punktewertung jedoch keine Rolle. Zwischenzeitlich war der Vorsprung der Ausreißer auf rund fünf Minuten angewachsen, wodurch Louis Meintjes virtuell in der Gesamtwertung auf rund dreieinhalb Minuten an Remco Evenepoel herangekommen war. Nach dem Zwischensprint begann die Straße wieder zu steigen und führte nach La Campa (400 m), wo sich Robert Stannard neben drei weiteren Bergpunkten auch drei Bonussekunden sicherte. Hinter ihm überquerte erneut Jimmy Janssens die Kuppe, während sich José Manuel Díaz den letzten Punkt und die verbliebene Bonussekunde sicherte.
Noch vor dem Schlussanstieg kam es rund 12 Kilometer vor dem Ziel zu den ersten Angriffen in der Spitzengruppe. Schließlich setzten sich Samuele Battistella und Jimmy Janssens von ihren Begleitern ab und erreichten den Fuß des Anstieges nach Les Praeres (750 m) mit einem Vorsprung von wenigen Sekunden. Im Hauptfeld hatte unterdessen die Mannschaft Quick-Step Alpha Vinyl das Tempo erhöht und den Rückstand auf die Spitzengruppe auf rund drei Minuten verkleinert. Auf den schmalen Straßen, die teils über technische Zwischenabfahrten zum Einstieg der Schlusssteigung führten, kamen der Gesamtfünfte Tao Geoghegan Hart (Ineos Grenadiers) und Chris Harper (Jumbo-Visma) zu Sturz. Zudem zog sich das stark dezimierte Fahrerfeld in die Länge, wobei Remco Evenepoel ideal an der Spitze der Gruppe positioniert war. Auf den ersten Metern der knapp vier Kilometer langen Schlusssteigung forcierte Juan Ayuso (UAE Team Emirates) das Tempo, was zu einer großen Selektion führte. Mit Remco Evenepoel, Enric Mas (Movistar) und Primož Roglič, konnten nur die ersten drei der Gesamtwertung dem 19-jährigen Spanier folgen. An der Spitze des Rennens hatte Louis Meintjes rund zweieinhalb Kilometer vor dem Ziel zu den beiden Spitzenreitern aufschließen können und distanzierte diese anschließend. Auf den letzten Kilometern baute der Südafrikaner seinen Vorsprung weiter aus und gewann seine erste Grand Tour-Etappe rund eine Minute vor Samuele Battistella und Edoardo Zambanini. In der Gruppe der Gesamtklassement-Fahrer forcierte Remco Evenepoel drei Kilometer vor dem Ziel das Tempo und setzte sich auf der steilen und engen Straße zunächst von Primož Roglič und Juan Ayuso und später auch von seinem ersten Verfolger Enric Mas ab. Der Belgier erreichte das Ziel mit einem Rückstand von rund eineinhalb Minuten auf den Etappensieger und verteidigte so das Rote Trikot. Juan Ayuso kam als sechster mit einem Rückstand von 34 Sekunden auf Remco Evenepoel im Ziel an, während Enric Mas als achter zehn weitere Sekunden verlor. Primož Roglič erreichte das Ziel hinter Carlos Rodríguez (Ineos Grenadiers) als zehnter mit einem Rückstand von 52 Sekunden auf den Gesamtführenden. Alle weiteren Gesamtklassement-Fahrer wiesen einen Rückstand von über einer Minute auf Remco Evenepoel auf.
In der Gesamtwertung baute Remco Evenepoel seinen Vorsprung auf den zweitplatzierten Enric Mas auf eine Minute und 12 Sekunden aus. Auf Platz drei folgte weiterhin der Titelverteidiger Primož Roglič der bereits eine Minute und 53 Sekunden zurücklag. Tao Geoghegan Hart rutschte nach seinem Sturz vom fünften auf den zwölften Rang ab. In den Sonderwertungen kam es zu keinen großen Veränderungen. Mit Jay Vine, Robert Stannard und Jimmy Janssens lagen nun jedoch drei Fahrer der Alpecin-Deceuninck Mannschaft auf den ersten drei Plätz der Bergwertung. Mit Henri Vandenabeele (DSM) und Gerben Thijssen (Intermarché-Wanty-Gobert Matériaux) kamen zwei Fahrer nicht im Ziel der Etappe an, womit noch 164 Fahrer in der Rundfahrt verblieben.
| \| Gesamtwertung \| Gesamtwertung \| Gesamtwertung \| Gesamtwertung \| Gesamtwertung \| \| Fahrer \| Fahrer \| Land \| Team \| Zeit \| \| ------------- \| ------------------ \| ---------------------- \| ---------------------- \| ---------------- \| \| 1. \| Remco Evenepoel \| Belgien \| Quick-Step Alpha Vinyl \| 34 h 02 min 32 s \| \| 2. \| Enric Mas \| Spanien \| Movistar Team \| + 1 min 12 s \| \| 3. \| Primož Roglič \| Slowenien \| Jumbo-Visma \| + 1 min 53 s \| \| 4. \| Carlos Rodríguez \| Spanien \| Ineos Grenadiers \| + 2 min 33 s \| \| 5. \| Juan Ayuso \| Spanien \| UAE Team Emirates \| + 2 min 36 s \| \| 6. \| Simon Yates \| Vereinigtes Königreich \| BikeExchange-Jayco \| + 3 min 08 s \| \| 7. \| João Almeida \| Portugal \| UAE Team Emirates \| + 4 min 32 s \| \| 8. \| Miguel Ángel López \| Kolumbien \| Astana Qazaqstan Team \| + 5 min 03 s \| \| 9. \| Jai Hindley \| Australien \| Bora-Hansgrohe \| + 5 min 36 s \| \| 10. \| Pavel Sivakov \| Frankreich \| Ineos Grenadiers \| + 5 min 39 s \| |                    |                        |                        |                  |
| |                    |                        |                        |                  |
| Quelle: ProCyclingStats |                    |                        |                        |                  |
| Gesamtwertung |                    |                        |                        |                  |
| Fahrer | Fahrer             | Land                   | Team                   | Zeit             |
| 1. | Remco Evenepoel    | Belgien                | Quick-Step Alpha Vinyl | 34 h 02 min 32 s |
| 2. | Enric Mas          | Spanien                | Movistar Team          | + 1 min 12 s     |
| 3. | Primož Roglič      | Slowenien              | Jumbo-Visma            | + 1 min 53 s     |
| 4. | Carlos Rodríguez   | Spanien                | Ineos Grenadiers       | + 2 min 33 s     |
| 5. | Juan Ayuso         | Spanien                | UAE Team Emirates      | + 2 min 36 s     |
| 6. | Simon Yates        | Vereinigtes Königreich | BikeExchange-Jayco     | + 3 min 08 s     |
| 7. | João Almeida       | Portugal               | UAE Team Emirates      | + 4 min 32 s     |
| 8. | Miguel Ángel López | Kolumbien              | Astana Qazaqstan Team  | + 5 min 03 s     |
| 9. | Jai Hindley        | Australien             | Bora-Hansgrohe         | + 5 min 36 s     |
| 10. | Pavel Sivakov      | Frankreich             | Ineos Grenadiers       | + 5 min 39 s     |

| Punktewertung | Punktewertung       | Punktewertung          | Punktewertung          | Punktewertung |
| Fahrer        | Fahrer              | Land                   | Team                   | Punkte        |
| ------------- | ------------------- | ---------------------- | ---------------------- | ------------- |
| 1.            | Mads Pedersen       | Dänemark               | Trek-Segafredo         | 147 P.        |
| 2.            | Sam Bennett         | Irland                 | Bora-Hansgrohe         | 142 P.        |
| 3.            | Marc Soler          | Spanien                | UAE Team Emirates      | 81 P.         |
| 4.            | Samuele Battistella | Italien                | Astana Qazaqstan Team  | 67 P.         |
| 5.            | Remco Evenepoel     | Belgien                | Quick-Step Alpha Vinyl | 65 P.         |
| 6.            | Fred Wright         | Vereinigtes Königreich | Bahrain Victorious     | 64 P.         |
| 7.            | Primož Roglič       | Slowenien              | Jumbo-Visma            | 56 P.         |
| 8.            | Enric Mas           | Spanien                | Movistar Team          | 55 P.         |
| 9.            | Daniel McLay        | Vereinigtes Königreich | Arkéa-Samsic           | 41 P.         |
| 10.           | Jay Vine            | Australien             | Alpecin-Deceuninck     | 40 P.         |

| Bergwertung | Bergwertung     | Bergwertung | Bergwertung                        | Bergwertung |
| Fahrer      | Fahrer          | Land        | Team                               | Punkte      |
| ----------- | --------------- | ----------- | ---------------------------------- | ----------- |
| 1.          | Jay Vine        | Australien  | Alpecin-Deceuninck                 | 40 P.       |
| 2.          | Robert Stannard | Australien  | Alpecin-Deceuninck                 | 21 P.       |
| 3.          | Jimmy Janssens  | Belgien     | Alpecin-Deceuninck                 | 17 P.       |
| 4.          | Marc Soler      | Spanien     | UAE Team Emirates                  | 16 P.       |
| 5.          | Thibaut Pinot   | Frankreich  | Groupama-FDJ                       | 12 P.       |
| 6.          | Rubén Fernández | Spanien     | Cofidis                            | 11 P.       |
| 7.          | Louis Meintjes  | Südarfika   | Intermarché-Wanty-Gobert Matériaux | 10 P.       |
| 8.          | Mark Padun      | Ukraine     | EF Education-EasyPost              | 10 P.       |
| 9.          | Jesús Herrada   | Spanien     | Cofidis                            | 10 P.       |
| 10.         | Remco Evenepoel | Belgien     | Quick-Step Alpha Vinyl             | 9 P.        |

| Nachwuchswertung | Nachwuchswertung    | Nachwuchswertung | Nachwuchswertung       | Nachwuchswertung |
| Fahrer           | Fahrer              | Land             | Team                   | Zeit             |
| ---------------- | ------------------- | ---------------- | ---------------------- | ---------------- |
| 1.               | Remco Evenepoel     | Belgien          | Quick-Step Alpha Vinyl | 34 h 02 min 32 s |
| 2.               | Carlos Rodríguez    | Spanien          | Ineos Grenadiers       | + 2 min 33 s     |
| 3.               | Juan Ayuso          | Spanien          | UAE Team Emirates      | + 2 min 36 s     |
| 4.               | João Almeida        | Portugal         | UAE Team Emirates      | + 4 min 32 s     |
| 5.               | Pavel Sivakov       | Frankreich       | Ineos Grenadiers       | + 5 min 39 s     |
| 6.               | Thymen Arensman     | Niederlande      | Team DSM               | + 5 min 45 s     |
| 7.               | Gino Mäder          | Schweiz          | Bahrain Victorious     | + 8 min 15 s     |
| 8.               | Sergio Higuita      | Kolumbien        | Bora-Hansgrohe         | + 9 min 45 s     |
| 9.               | José Félix Parra    | Spanien          | Equipo Kern Pharma     | + 20 min 07 s    |
| 10.              | Clément Champoussin | Frankreich       | AG2R Citroën Team      | + 34 min 12 s    |

| Mannschaftswertung | Mannschaftswertung                 | Mannschaftswertung           | Mannschaftswertung |
| Team               | Team                               | Land                         | Zeit               |
| ------------------ | ---------------------------------- | ---------------------------- | ------------------ |
| 1.                 | UAE Team Emirates                  | Vereinigte Arabische Emirate | 101 h 27 min 48 s  |
| 2.                 | Ineos Grenadiers                   | Vereinigtes Königreich       | + 1 min 44 s       |
| 3.                 | Bahrain Victorious                 | Bahrain                      | + 9 min 34 s       |
| 4.                 | EF Education-EasyPost              | Vereinigte Staaten           | + 10 min 07 s      |
| 5.                 | Movistar Team                      | Spanien                      | + 11 min 00 s      |
| 6.                 | Intermarché-Wanty-Gobert Matériaux | Belgien                      | + 12 min 42 s      |
| 7.                 | Astana Qazaqstan Team              | Kasachstan                   | + 13 min 14 s      |
| 8.                 | Bora-Hansgrohe                     | Deutschland                  | + 14 min 45 s      |
| 9.                 | Jumbo-Visma                        | Niederlande                  | + 18 min 58 s      |
| 10.                | Groupama-FDJ                       | Frankreich                   | + 37 min 56 s      |

## Ausgeschiedene Fahrer
Die folgenden Fahrer waren aus der Tour ausgeschieden:
- Gerben Thijssen (Intermarché-Wanty-Gobert Matériaux) – DNF
- Henri Vandenabeele (Team DSM) – DNF wegen Sturzfolgen
- Sepp Kuss (Jumbo-Visma) – DNS wegen Fiebers
- Pieter Serry (Quick-Step Alpha Vinyl Team) – DNS wegen positiven Coronatests
- Wout Poels (Bahrain Victorious) – DNS wegen positiven Coronatests